# Chương trình giáo dục phổ thông 2018
Chương trình giáo dục phổ thông 2018 (gọi tắt là Chương trình 2018, hay CTGDPT 2018) là chương trình định hướng giáo dục và đào tạo cho mọi cấp học phổ thông do Bộ Giáo dục và Đào tạo Việt Nam ban hành ngày 26 tháng 12 năm 2018 theo thông tư số 32/2018/TT-BGDĐT về "ban hành chương trình giáo dục phổ thông". Chương trình giáo dục phổ thông 2018 ra đời với mục đích thay thế và kế thừa chương trình giáo dục 2006, đồng thời "bảo đảm phát triển phẩm chất và năng lực người học thông qua nội dung giáo dục với những kiến thức cơ bản, thiết thực; hiện đại; hài hòa đức, trí, thể, mỹ; chú trọng thực hành, vận dụng kiến thức để giải quyết vấn đề trong học tập và đời sống; tích hợp cao ở các lớp học dưới, phân hóa dần ở các lớp học trên; thông qua các phương pháp, hình thức tổ chức giáo dục phát huy tính chủ động và tiềm năng của mỗi học sinh, các phương pháp kiểm tra, đánh giá phù hợp với mục tiêu giáo dục và phương pháp giáo dục để đạt được mục tiêu đó". Đây là lần đầu tiên trong lịch sử giáo dục Việt Nam, một chương trình giáo dục phổ thông hoàn chỉnh được ban hành trước khi tiến hành biên soạn sách giáo khoa.
Là một chương trình giáo dục được xây dựng theo hướng mở, lấy người học làm trung tâm, chương trình giáo dục phổ thông mới cho phép địa phương chủ động trong việc triển khai kế hoạch giáo dục theo định hướng giáo dục trên địa bàn mình, cũng như tạo điều kiện những nhà biên soạn sách và người dạy phát huy được tính chủ động của họ. Ngoài nguyên lý giáo dục nền tảng bao gồm "học đi đôi với hành", "lý luận gắn liền với thực tiễn", "giáo dục ở nhà trường kết hợp với giáo dục ở gia đình và xã hội", chương trình còn chịu ảnh hưởng từ triết lý giáo dục "học để biết – học để làm – học để chung sống – học để tự khẳng định mình" do Tổ chức Giáo dục, Khoa học và Văn hóa Liên Hợp Quốc đề xướng, cũng như mô hình giáo dục STEM – một mô hình giảng dạy dựa trên ý tưởng trang bị cho người học những kiến thức, kĩ năng liên quan đến các lĩnh vực khoa học (science), công nghệ (technology), kỹ thuật (engineering), toán học (mathematics) dưới hình thức tiếp cận liên môn (interdisciplinary). Sự thất bại của mô hình trường học mới (VNEN) cũng để lại nhiều bài học và giá trị trong việc xây dựng chương trình giáo dục phổ thông mới. Chương trình chia làm hai giai đoạn chính: giai đoạn giáo dục cơ bản (kéo dài từ lớp 1 đến lớp 9) và giai đoạn giáo dục định hướng nghề nghiệp (kéo dài từ lớp 10 đến lớp 12). Để hoàn thành chương trình, người học cần đạt được 5 phẩm chất và 10 năng lực cốt lõi theo yêu cầu.
Sau gần 10 năm áp dụng chương trình giáo dục phổ thông hiện hành, trước sự đổi thay của thời cuộc và sự phát triển của khoa học công nghệ trong bối cảnh toàn cầu hóa và cách mạng công nghiệp lần thứ tư, Hội nghị lần thứ 8 Ban Chấp hành Trung ương Đảng Cộng sản Việt Nam đã quyết định ban hành nghị quyết số 29-NQ/TW ngày 4 tháng 11 năm 2013 về "đổi mới căn bản, toàn diện giáo dục và đào tạo, đáp ứng yêu cầu công nghiệp hóa, hiện đại hóa trong điều kiện kinh tế thị trường định hướng xã hội chủ nghĩa và hội nhập quốc tế". Nghị quyết này đặt nền móng cho hàng loạt các cải cách, thay đổi những năm về sau, trong đó tiêu biểu nhất là chương trình giáo dục phổ thông mới năm 2018, với lộ trình triển khai từ năm 2020 đến năm 2025. Đây được xem như một "cam kết" của nhà nước Việt Nam nhằm "bảo đảm chất lượng của cả hệ thống và từng cơ sở giáo dục phổ thông".
Với sự ra đời của chương trình giáo dục phổ thông mới, hệ thống giáo dục Việt Nam có nhiều sự thay đổi, chuyển biến, đánh dấu lần đầu tiên sau năm 1975, mọi tổ chức, cá nhân trong xã hội đều có thể tham gia biên soạn sách giáo khoa. Quá trình triển khai chương trình bước đầu nhìn chung đạt được một số hiệu quả nhất định. Song, những trở ngại chủ quan và khách quan, bao gồm sự bùng phát của Đại dịch COVID-19; độc quyền sách giáo khoa, việc tinh giản, thanh lọc bộ máy giáo dục; chênh lệch trình độ giữa đội ngũ giáo viên và những khó khăn trong việc lựa chọn tổ hợp môn cho chương trình giáo dục định hướng nghề nghiệp đã đặt ra nhiều thách thức lớn cho cả quá trình cải cách.

## Bối cảnh
Sau 30 năm kể từ thời kỳ Đổi Mới, Việt Nam đã đạt được nhiều thành tựu quan trọng. Từ một nước nông nghiệp lạc hậu, Việt Nam đã từng bước xây dựng được cơ sở hạ tầng để đáp ứng cho quá trình công nghiệp hóa, hiện đại hóa đất nước. Nền kinh tế đã chuyển dần từ tư duy nông nghiệp sang tư duy công nghiệp, kéo theo sự tăng trưởng nhanh của quy mô kinh tế và thu nhập bình quân đầu người. Việt Nam từ một nước có thu nhập bình quân thấp đã vươn lên thành một nước có thu nhập trung bình và hội nhập sâu rộng vào nền kinh tế toàn cầu. Đời sống vật chất, tinh thần của người dân từ đó cũng được nâng cao. Ảnh hưởng của sự phát triển của khoa học - công nghệ, đặc biệt là cuộc cách mạng công nghiệp lần thứ tư đã tác động nhiều mặt đến đời sống xã hội của nhiều quốc gia, trong đó có Việt Nam, đặc biệt là trong lĩnh vực giáo dục. Ngày 9 tháng 12 năm 2000, Quốc hội nước Cộng hòa xã hội chủ nghĩa Việt Nam ban hành nghị quyết 40/2000/NQ-QH10 về "đổi mới chương trình giáo dục phổ thông", quyết định này đã dẫn đến việc ra đời chương trình giáo dục phổ thông 2006, hay phổ biến với tên gọi chương trình giáo dục phổ thông hiện hành. Trước chương trình hiện hành là các chương trình cải cách giáo dục vào các năm 1951, 1956 và 1981.
Tại Hội nghị lần thứ 8 Ban Chấp hành Trung ương Đảng Cộng sản Việt Nam đã ban hành nghị quyết số 29-NQ/TW ngày 4 tháng 11 năm 2013 về "đổi mới căn bản, toàn diện giáo dục và đào tạo, đáp ứng yêu cầu công nghiệp hóa, hiện đại hóa trong điều kiện kinh tế thị trường định hướng xã hội chủ nghĩa và hội nhập quốc tế". Tiếp sau đó, ngày 28 tháng 11 năm 2014, Quốc hội nước Cộng hòa xã hội chủ nghĩa Việt Nam ban hành nghị quyết số 88/2014/QH13 về "đổi mới chương trình, sách giáo khoa giáo dục phổ thông", nhằm hiện thực hóa tinh thần nghị quyết 29 của Ban Chấp hành Trung ương Đảng Cộng sản Việt Nam. Chương trình này được chính phủ nước Cộng hòa xã hội chủ nghĩa Việt Nam phê duyệt vào ngày 27 tháng 3 năm 2015, bằng quyết định số 404/QĐ-TTg do Vũ Đức Đam ký ban hành. Ngày 17 tháng 1 năm 2017, dự án hỗ trợ đổi mới giáo dục phổ thông (Renovation of General Education Project (RGEP)) do Bộ Giáo dục và Đào tạo và Ngân hàng Thế giới chính thức được triển khai với tổng kinh phí 80 triệu đô la Mỹ, trong đó bao gồm 77 triệu đô la từ vốn vay ODA ưu đãi và 3 triệu đô la vốn đối ứng. Dự án dự kiến tác động đến toàn hệ thống giáo dục Việt Nam thông qua việc đổi mới chương trình giáo dục phổ thông. Ngày 12 tháng 4 năm 2017, Bộ Giáo dục và Đào tạo công bố dự thảo chương trình giáo dục phổ thông tổng thể do giáo sư Nguyễn Minh Thuyết làm tổng chủ biên. Sau khi công bố dự thảo chương trình mới, Bộ Giáo dục và Đào tạo khởi động quá trình lấy ý kiến đóng góp từ người dân. Đến ngày 26 tháng 12 năm 2018, Bộ Giáo dục và Đào tạo Việt Nam ban hành thông tư số 32/2018/TT-BGDĐT, chính thức đánh dấu sự ra đời của chương trình giáo dục phổ thông mới.

## Vai trò, mục tiêu và tư tưởng

### Vai trò
Theo Bộ Giáo dục và Đào tạo, chương trình giáo dục phổ thông đóng vai trò như một văn bản "thể hiện mục tiêu giáo dục phổ thông, quy định các yêu cầu cần đạt về phẩm chất và năng lực của học sinh, nội dung giáo dục, phương pháp giáo dục và phương pháp đánh giá kết quả giáo dục, làm căn cứ quản lí chất lượng giáo dục phổ thông". Nó cũng được coi là một "cam kết" của nhà nước Việt Nam nhằm "bảo đảm chất lượng của cả hệ thống và từng cơ sở giáo dục phổ thông".

### Mục tiêu
Theo Bộ Giáo dục và Đào tạo, chương trình giáo dục phổ thông mới hướng tới mục tiêu chung là:
Cụ thể hóa mục tiêu giáo dục phổ thông, giúp học sinh làm chủ kiến thức phổ thông, biết vận dụng hiệu quả kiến thức, kĩ năng đã học vào đời sống và tự học suốt đời, có định hướng lựa chọn nghề nghiệp phù hợp, biết xây dựng và phát triển hài hoà các mối quan hệ xã hội, có cá tính, nhân cách và đời sống tâm hồn phong phú, nhờ đó có được cuộc sống có ý nghĩa và đóng góp tích cực vào sự phát triển của đất nước và nhân loại.

Ở mỗi cấp học, chương trình giáo dục phổ thông mới còn đảm bảo cho người học đạt được những mục tiêu giáo dục nhất định. Với bậc tiểu học, chương trình giúp học sinh hình thành và phát triển những yếu tố căn bản, đặt nền móng cho sự phát triển ban đầu về phẩm chất và năng lực, tập trung vào những giá trị gần gũi, thiết thực bên cạnh người học như quê hương, gia đình, làng xóm cũng như những thói quen, nề nếp sinh hoạt khác; đối với cấp trung học cơ sở, chương trình hỗ trợ học sinh tiếp tục phát triển những năng lực, phẩm chất đã có từ cấp học trước đó, đồng thời giáo dục cho người học cách tự điều chỉnh bản thân theo các chuẩn mực chung của xã hội. Riêng cấp trung học phổ thông, người học sẽ được phát triển thêm những năng lực, phẩm chất và hoàn thiện ý thức của một người công dân, định hướng năng lực nghề nghiệp để tham gia vào cuộc sống sau này.

### Tư tưởng

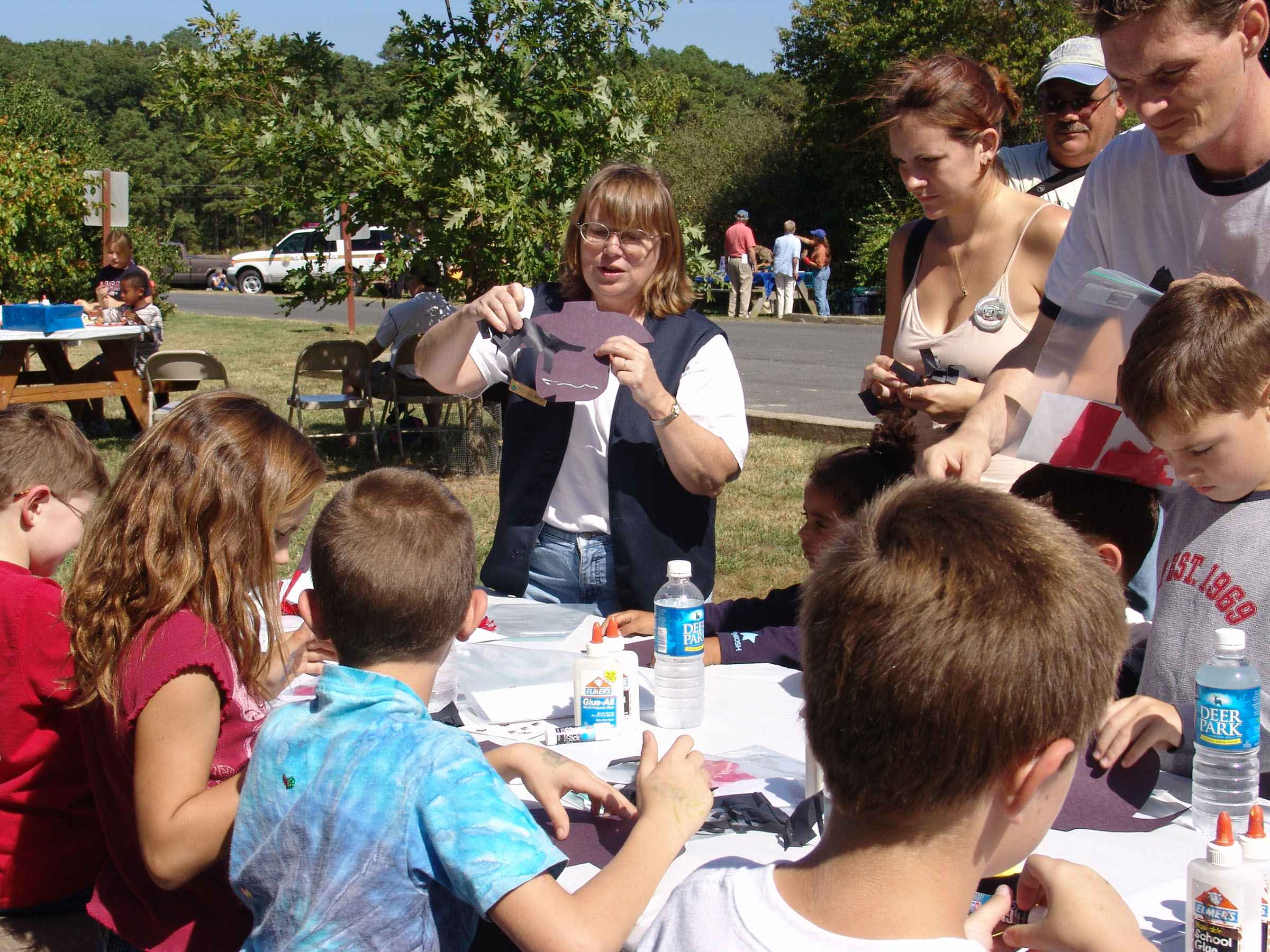
Chương trình giáo dục phổ thông mới gắn liền với hoạt động trải nghiệm và ưu tiên giúp người học phát huy, vận dụng những kĩ năng đã học vào thực tiễn đời sống hàng ngày.

Tư tưởng của chương trình giáo dục phổ thông mới được cho là gắn liền với nghị quyết số 29/NQ-TW ngày 4 tháng 1 năm 2013 của Ban Chấp hành Trung ương Đảng Cộng sản Việt Nam về "đổi mới căn bản, toàn diện giáo dục và đào tạo đáp ứng yêu cầu công nghiệp hóa, hiện đại hóa trong điều kiện kinh tế thị trường định hướng xã hội chủ nghĩa và hội nhập quốc tế". Theo đó, xác định mục tiêu chính là giáo dục con người phát triển toàn diện, vừa đáp ứng yêu cầu xã hội vừa phát triển cao nhất tiềm năng của mỗi cá nhân. Ngoài ra, chương trình còn đảm bảo phát triển năng lực, phẩm chất người học, phát triển hài hòa đức, trí, thể, mỹ thay vì chú trọng về mặt kiến thức. Song song đó, kết hợp hài hòa giữa dạy người, dạy chữ với dạy nghề. Ngoài ra, chương trình giáo dục phổ thông mới cũng hướng tới giáo dục theo hướng tinh giản, cơ bản, hiện đại, tăng thực hành, vận dụng kiến thức và kỹ năng vào thực tiễn.
Trên tinh thần của nghị quyết số 29/NQ-TW ngày 4 tháng 1 năm 2013, chương trình giáo dục phổ thông mới ưu tiên xây dựng và chuẩn hóa nội dung giáo dục phổ thông theo hướng hiện đại, tinh gọn nhưng vẫn bảo đảm chất lượng, tích hợp cao ở các lớp học thấp và dần phân hóa khi người học tiến đến các lớp học cao hơn, đồng thời giảm tải số lượng môn học bắt buộc và tăng số môn học tự chọn. Chương trình mới cũng đề cao vai trò chủ thể người học, phát huy những giá trị tích cực vốn có của người học để họ có thể tiếp tục tìm hiểu, mở rộng vốn văn hoá của mình, từ đó rèn luyện kỹ năng vận dụng những kiến thức đã học vào thực tiễn, qua đó khắc phục đường hướng giáo dục thụ động, áp đặt, máy móc, đảm bảo vận dụng những phương pháp giáo dục mới vào từng đối tượng giáo dục khác nhau.
Một trong những quan điểm của chương trình giáo dục phổ thông mới là chương trình học được xây dựng theo hướng mở, bảo đảm tính thống nhất với người học trên toàn quốc. Chương trình cũng đảm bảo trao quyền chủ động cho cơ sở giáo dục địa phương trong việc lựa chọn và triển khai các nội dung giáo dục theo điều kiện của địa phương đó, nhằm bảo đảm tính liên kết giữa nhà trường, gia đình, chính quyền cùng với xã hội. Song, chương trình chỉ quy định những nguyên tắc chung về phẩm chất và năng lực cho người học, cũng như những nội dung giáo dục, phương pháp giáo dục và quá trình đánh giá kết quả giáo dục chứ không quy định quá chi tiết. Điều này tạo điều kiện những nhà biên soạn sách và người dạy phát huy được tính chủ động của họ.
Từ năm học 2011-2012, Bộ Giáo dục và Đào tạo đã triển khai thí điểm mô hình trường học mới (VNEN) tại một số cơ sở giáo dục ở Việt Nam, dựa trên mô hình giáo dục của Colombia. Dù sau đó mô hình này được đánh giá là đã thất bại, nhưng nó vẫn có tác động không nhỏ đến việc xây dựng chương trình giáo dục phổ thông mới. Cụ thể, đối với mô hình VNEN, 5 quá trình giảng dạy và học tập chủ yếu trên lớp của giáo viên và học sinh là khởi động, hình thành kiến thức, luyện tập, vận dụng và tìm tòi mở rộng thì đối với chương trình giáo dục phổ thông mới, trừ hoạt động "hình thành kiến thức" được đổi tên thành "khám phá kiến thức", 4 hoạt động còn lại vẫn được giữ nguyên. Ở cấp tiểu học và trung học cơ sở, một số môn học của chương trình mới cũng được giữ nguyên tên gọi so với chương trình VNEN. Ngoài ra, sách giáo khoa biên soạn theo chương trình VNEN cũng được thay đổi, tinh chỉnh để hoàn thiện theo chương trình giáo dục phổ thông mới.

Chương trình giáo dục phổ thông mới chịu ảnh hưởng lớn từ mô hình giáo dục STEM, cấu thành từ bốn ngành học: Science (Khoa học), Technology (Công nghệ), Engineering (Kỹ thuật) và Mathematics (Toán học)

Chương trình giáo dục phổ thông mới được cho là kế thừa các nguyên lý giáo dục nền tảng của chương trình giáo dục hiện hành bao gồm "học đi đôi với hành", "lý luận gắn liền với thực tiễn", "giáo dục ở nhà trường kết hợp với giáo dục ở gia đình và xã hội". Bên cạnh đó, chương trình còn chịu ảnh hưởng rất lớn từ triết lý giáo dục "học để biết – học để làm – học để chung sống – học để tự khẳng định mình" do Tổ chức Giáo dục, Khoa học và Văn hóa Liên Hợp Quốc đề xướng, nhưng có sự phát triển hơn. Theo đó, "học để biết" không chỉ có nghĩa là tiếp thu kiến thức mà còn là "biết cách học để tự học suốt đời"; trong khi đó, "học để làm" gắn liền với tư tưởng "thực học, thực nghiệp" của nghị quyết số 29-NQ/TW ngày 4 tháng 11 năm 2013. Đối với triết lý "học để tự khẳng định mình", chương trình mới chủ trương tạo môi trường học tập thân thiện giúp người học tự phát hiện năng lực của mình, để họ có thể tự rèn luyện và trưởng thành. Ngoài việc chú trọng tới đặc điểm văn hóa, con người Việt Nam cùng các giá trị truyền thống của dân tộc, cũng như định hướng giáo dục của Tổ chức Giáo dục, Khoa học và Văn hóa Liên Hợp Quốc, chương trình giáo dục phổ thông mới còn tạo cơ hội cho người học bình đẳng với nhau về quyền được bảo vệ, chăm sóc, học tập và phát triển, quyền được lắng nghe, tôn trọng và tham gia; từ đó đặt nền tảng cho một xã hội nhân văn, bền vững và phồn vinh.
Bên cạnh những tư tưởng nền móng chủ đạo, chương trình giáo dục phổ thông mới còn chịu ảnh hưởng từ mô hình giáo dục STEM. Đây là mô hình giảng dạy dựa trên ý tưởng trang bị cho người học những kiến thức, kĩ năng liên quan đến các lĩnh vực khoa học (science), công nghệ (technology), kỹ thuật (engineering) và toán học (mathematics) dưới hình thức tiếp cận liên môn (interdisciplinary). Chương trình giáo dục phổ thông mới ưu tiên quán triệt giáo dục mô hình STEM theo cách quan tâm tới vai trò, vị trí và sự phối hợp giữa các môn học STEM trong chương trình giảng dạy. Giáo viên được giao nhiệm vụ thể hiện mô hình STEM thông qua những hoạt động dạy học trên lớp của mình, từ đó kết nối kiến thức trong môi trường giáo dục với xã hội nhằm nâng cao hứng thú và phát triển năng lực, phẩm chất cho người học.

## Nội dung

5 phẩm chất và 10 năng lực cốt lõi mà học sinh cần đạt trong chương trình giáo dục phổ thông mới

Chương trình giáo dục phổ thông 2018 bao gồm chương trình tổng thể và 27 chương trình môn học đi kèm, với hai giai đoạn chính: giai đoạn giáo dục cơ bản (từ lớp 1 đến lớp 9) và giai đoạn giáo dục định hướng nghề nghiệp (từ lớp 10 đến lớp 12).
Chương trình giáo dục phổ thông 2018 có sự khác biệt so với các chương trình khác ở chỗ phân biệt rạch ròi hai giai đoạn giáo dục này. Cụ thể, giai đoạn giáo dục cơ bản thực hiện lồng ghép những nội dung của các môn có liên quan lại với nhau để tạo thành môn học tích hợp, tiến hành tinh giản, giảm tải số lượng môn học, thiết kế một số môn học theo các chủ đề cụ thể. Đến giai đoạn giáo dục định hướng nghề nghiệp, bên cạnh việc học một số môn học bắt buộc, người học được quyền lựa chọn những môn học và chương trình học tập theo sở thích và năng lực của mình. Đáng chú ý, chương trình giáo dục phổ thông mới là lần đầu tiên hoạt động trải nghiệm và hướng nghiệp được đưa vào chương trình học và trở thành các hoạt động giáo dục bắt buộc.
Đối với chương trình giáo dục phổ thông 2018, thời gian thực học quy định trong một năm học là 35 tuần học. Việc tổ chức dạy học có thể thực hiện với tần suất 1 buổi/ngày hoặc 2 buổi/ngày tùy theo cơ sở giáo dục, nhưng phải đảm bảo thống nhất chung trong phạm vi toàn quốc. Trong chương trình giáo dục phổ thông mới, người học cần đạt 5 phẩm chất và 10 năng lực cốt lõi theo yêu cầu. Đối với các phẩm chất, người học cần đáp ứng phẩm chất yêu nước, nhân ái, chăm chỉ, trung thực, trách nhiệm; còn với các năng lực, người học cần đáp ứng năng lực tự chủ và tự học, giao tiếp và hợp tác nhóm, giải quyết vấn đề, ngôn ngữ, tính toán, khoa học, tin học, thể chất, thẩm mỹ, công nghệ. Theo đó, các năng lực và phẩm chất của người học sẽ được hình thành thông qua các nội dung giáo dục bao gồm: giáo dục ngôn ngữ và văn học, giáo dục toán học, giáo dục khoa học xã hội, giáo dục khoa học tự nhiên, giáo dục công nghệ, giáo dục tin học, giáo dục công dân, giáo dục quốc phòng và an ninh, giáo dục nghệ thuật, giáo dục thể chất, giáo dục hướng nghiệp.

### Lộ trình thực hiện
Theo Bộ Giáo dục và Đào tạo, lộ trình áp dụng chương trình giáo dục phổ thông 2018 sẽ là:
- Năm học 2020-2021 đối với khối lớp 1;
- Năm học 2021-2022 đối với các khối lớp 2 và lớp 6;
- Năm học 2022-2023 đối với các khối lớp 3, lớp 7 và lớp 10;
- Năm học 2023-2024 đối với các khối lớp 4, lớp 8 và lớp 11;
- Năm học 2024-2025 đối với các khối lớp 5, lớp 9 và lớp 12.

### Chương trình môn học

#### Giai đoạn giáo dục cơ bản
Giai đoạn giáo dục cơ bản bao gồm hai cấp học: tiểu học và trung học cơ sở, kéo dài từ lớp 1 đến lớp 9. Nội dung và thời lượng giáo dục được trình bày trong bảng dưới đây:
| Cấp học             | Nội dung giáo dục | Nội dung giáo dục                                  | Thời lượng giáo dục |
| Cấp học             | Môn học bắt buộc | Môn học tự chọn                                    | Thời lượng giáo dục |
| ------------------- | --- | -------------------------------------------------- | --- |
| Cấp tiểu học        | Tiếng Việt; Toán; Đạo đức; Ngoại ngữ 1 (lớp 3, lớp 4, lớp 5); Tự nhiên và xã hội (lớp 1, lớp 2, lớp 3); Lịch sử và Địa lí (lớp 4, lớp 5); Khoa học (lớp 4, lớp 5); Tin học và Công nghệ (lớp 3, lớp 4, lớp 5); Giáo dục thể chất, Nghệ thuật, Hoạt động trải nghiệm | Tiếng dân tộc thiểu số, Ngoại ngữ 1 (lớp 1, lớp 2) | Dạy học 2 buổi/ngày, mỗi ngày bố trí không quá 7 tiết học. Cơ sở giáo dục chỉ có điều kiện tổ chức dạy học 6 buổi/tuần không bố trí dạy học các môn học tự chọn. Cơ sở giáo dục chỉ có điều kiện tổ chức dạy học 5 buổi/tuần thực hiện kế hoạch giáo dục theo hướng dẫn của Bộ Giáo dục và Đào tạo |
| Cấp trung học cơ sở | Ngữ văn; Toán; Ngoại ngữ 1; Giáo dục công dân; Lịch sử và Địa lí; Khoa học tự nhiên; Công nghệ; Tin học; Giáo dục thể chất; Nghệ thuật; Hoạt động trải nghiệm; Nội dung giáo dục của địa phương                                                                     | Tiếng dân tộc thiểu số, Ngoại ngữ 2                | Mỗi ngày học 1 buổi, mỗi buổi không bố trí quá 5 tiết học, mỗi tiết không quá 45 phút. Khuyến khích các trường trung học cơ sở đủ điều kiện thực hiện dạy học 2 buổi/ngày theo hướng dẫn của Bộ Giáo dục và Đào tạo                                                                                |

#### Giai đoạn giáo dục định hướng nghề nghiệp
Giai đoạn giáo dục định hướng nghề nghiệp bắt đầu khi người học bước vào năm học lớp 10. Ở giai đoạn này, người học phải thực hiện các môn học bắt buộc bao gồm Ngữ văn; Toán; Ngoại ngữ 1; Lịch sử; Giáo dục thể chất; Giáo dục quốc phòng và an ninh; Hoạt động trải nghiệm, hướng nghiệp; Nội dung giáo dục của địa phương. Trong đó, môn Giáo dục thể chất được thiết kế thành các module học tập, còn môn Hoạt động trải nghiệm sẽ được thiết kế thành các chủ đề. Từ đó, người học lựa chọn các module, chủ đề học phù hợp với nguyện vọng của bản thân và khả năng tổ chức của nhà trường.
Trước đây, với các môn học tự chọn, sẽ tồn tại 3 nhóm môn, gồm Khoa học xã hội; Khoa học tự nhiên; Công nghệ và Nghệ thuật. Với mỗi môn học thuộc nhóm này, người học được lựa chọn các module học theo nguyện vọng của bản thân. Về thời lượng các tiết học, giai đoạn giáo dục này có phần tương tự với cấp trung học cơ sở khi thực hiện 1 buổi/ngày, mỗi buổi không bố trí quá 5 tiết học.
Ngày 3 tháng 8 năm 2022, theo thông tư 13/2022/TT-BGDĐT của Bộ Giáo dục và Đào tạo, môn Lịch sử trở thành môn học bắt buộc, và các môn tự chọn còn lại không còn chia thành nhóm nữa.
| Phân loại | Phân loại                   | Trước điều chỉnh (7 môn bắt buộc + 5 môn tự chọn thuộc 3 nhóm, mỗi nhóm phải chọn ít nhất một môn)                                                             | Sau điều chỉnh (8 môn bắt buộc + 4 môn tự chọn, không phân theo nhóm môn) |
| Môn học   | Nhóm môn (trước điều chỉnh) | Trước điều chỉnh (7 môn bắt buộc + 5 môn tự chọn thuộc 3 nhóm, mỗi nhóm phải chọn ít nhất một môn)                                                             | Sau điều chỉnh (8 môn bắt buộc + 4 môn tự chọn, không phân theo nhóm môn) |
| --------- | --------------------------- | --- | --- |
| Bắt buộc  | Bắt buộc                    | 1. Ngữ văn 2. Toán 3. Ngoại ngữ 1 4. Giáo dục thể chất 5. Giáo dục quốc phòng và an ninh 6. Hoạt động trải nghiệm hướng nghiệp 7. Nội dung giáo dục địa phương | 1. Ngữ văn 2. Toán 3. Ngoại ngữ 1 4. Lịch sử 5. Giáo dục thể chất 6. Giáo dục quốc phòng và an ninh 7. Hoạt động trải, nghiệm hướng nghiệp 8. Nội dung giáo dục của địa phương |
| Tự chọn   | Khoa học xã hội             | 1. Lịch sử 2. Địa lý 3. Giáo dục kinh tế và pháp luật | 1. Địa lý 2. Giáo dục kinh tế và pháp luật 3. Vật lý 4. Hóa học 5. Sinh học 6. Tin học 7. Công nghệ 8. Âm nhạc 9. Mỹ thuật                                                     |
| Tự chọn   | Khoa học tự nhiên           | 1. Vật lý 2. Hóa học 3. Sinh học | 1. Địa lý 2. Giáo dục kinh tế và pháp luật 3. Vật lý 4. Hóa học 5. Sinh học 6. Tin học 7. Công nghệ 8. Âm nhạc 9. Mỹ thuật                                                     |
| Tự chọn   | Công nghệ và Nghệ thuật     | 1. Công nghệ 2. Tin học 3. Nghệ thuật (Âm nhạc, Mỹ thuật) | 1. Địa lý 2. Giáo dục kinh tế và pháp luật 3. Vật lý 4. Hóa học 5. Sinh học 6. Tin học 7. Công nghệ 8. Âm nhạc 9. Mỹ thuật                                                     |

### Đánh giá kết quả giáo dục
Mục tiêu đánh giá kết quả giáo dục trong chương trình giáo dục phổ thông mới nhằm cung cấp thông tin chính xác, kịp thời, có giá trị về mức độ đáp ứng yêu cầu cần đạt và sự tiến bộ của người học trong quá trình thực hiện chương trình. Cơ sở đánh giá dựa vào các yêu cầu cần đạt về phẩm chất và năng lực được quy định trong chương trình tổng thể và chương trình từng môn học cụ thể do Bộ Giáo dục và Đào tạo ban hành. Kết quả giáo dục sẽ được đánh giá bằng các hình thức định tính và định lượng thông qua quá trình đánh giá thường xuyên, định kì ở cơ sở giáo dục cùng các kì đánh giá diện rộng ở địa phương, cấp quốc gia và trên bình diện quốc tế. Theo đó, quá trình đánh giá thường xuyên do giáo viên phụ trách môn học tổ chức, trong khi quá trình đánh giá định kì sẽ do cơ sở giáo dục tổ chức, riêng quá trình đánh giá diện rộng sẽ do tổ chức khảo thí cấp quốc gia hoặc cấp tỉnh, thành phố trực thuộc trung ương tổ chức.
Đối với quá trình đánh giá giáo dục ở cấp tiểu học, Bộ Giáo dục và Đào tạo ban hành thông tư số 27/2020/TT-BGDĐT về "Ban hành Quy định đánh giá học sinh tiểu học". Lộ trình thực hiện thông tư được quy định áp dụng cho khối lớp 1 đến lớp 5, lần lượt từ năm học 2020-2021 đến 2024-2025. Điểm mới của thông tư này là giáo viên có thể chấm điểm 0 vào bài kiểm tra định kỳ hoặc trả lại bài tập cho học sinh khi chưa đạt yêu cầu. Thông tư cũng quy định hình thức khen thưởng mới cho học sinh tiểu học. Cụ thể, vào cuối năm học, sẽ có hai danh hiệu được ghi trên giấy khen, đó là danh hiệu "học sinh xuất sắc" (được trao cho những học sinh có kết quả đánh giá giáo dục ở mức "hoàn thành xuất sắc") và danh hiệu "học sinh tiêu biểu hoàn thành tốt trong học tập và rèn luyện" (trao cho những học sinh có kết quả đánh giá giáo dục ở mức "hoàn thành tốt" và có thành tích xuất sắc trong một môn học nhất định). Hình thức "thư khen" cũng được quy định, áp dụng cho những học sinh có những thành tích tốt trong học tập cũng như có những việc làm tốt. Đối với kết quả giáo dục ở cấp trung học, việc đánh giá được quy định trong thông tư 22/2021/TT-BGDĐT ngày 20 tháng 7 năm 2021 về "đánh giá học sinh trung học cơ sở, trung học phổ thông". Khác biệt với các thông tư ban hành trước đó, thông tư 22/2021/TT-BGDĐT quy định một số môn học như Giáo dục thể chất, Âm nhạc, Mĩ thuật, Giáo dục địa phương, Hoạt động trải nghiệm chỉ được đánh giá kết quả giáo dục bằng nhận xét. Ngoài ra, thông tư cũng bỏ tính điểm trung bình tất cả các môn mà chỉ tính điểm trung bình cho từng môn. Thay cho các mức xếp loại giỏi, khá, trung bình, yếu như trước đây thì thông tư mới quy định xếp loại học sinh theo các mức tốt, khá, đạt, chưa đạt (với các môn đánh giá bằng điểm số) và đạt, chưa đạt (với các môn đánh giá bằng nhận xét).
Ngoài việc thay đổi cách dạy và học mà hình thức kiểm tra đánh giá cũng phải khác, theo hướng thực tế, ứng dụng hơn. Trong năm 2022-2033, học sinh lớp 10 được triển khai dạy chương trình mới, bài kiểm tra nhằm phát huy năng lực, phẩm chất của học sinh. Việc giữ cách ra đề như chương trình lớp 10 cũ khiến học sinh không thể làm tốt vì định hướng 2 chương trình khác nhau. Về môn hóa học ở lớp 10, chương trình mới thiên về học hiểu sâu bản chất, ứng dụng của hóa học, mất dần các bài toán hóa học vô nghĩa và không có bản chất hóa học trước đây. Vì vậy giáo viên có thể sáng tạo và ra nhiều kiểu câu hỏi để tăng tính thú vị của đề kiểm tra, làm người học hiểu bản chất thực và ý nghĩa của môn học phục vụ cho việc định hướng nghề nghiệp, ngành nghề sau này có liên quan. Về môn Ngữ văn, giáo viên tránh dùng những văn bản đã học trong sách giáo khoa làm ngữ liệu xây dựng đề kiểm tra. Bên cạnh đó, tập trung vào xây dựng, thiết kế và sử dụng các câu hỏi, bài tập yêu cầu học sinh vận dụng kiến thức đã học và kỹ năng đọc, viết, nghe vào bối cảnh và ngữ liệu mới, từ đó đánh giá chính xác năng lực học sinh, khắc phục được tình trạng học sinh chỉ học thuộc và "học tủ" văn mẫu, tài liệu hoặc sao chép nội dung từ văn mẫu, tài liệu có sẵn. Đối với môn Lịch sử, Địa lý (THPT), môn Lịch sử và Địa lý (THCS), cần tăng cường các câu hỏi nhằm khai thác, sử dụng các nguồn sử liệu, tranh ảnh, lược đồ, bản đồ, câu hỏi mở nhằm tạo điều kiện cho học sinh biểu đạt chính kiến của mình, hướng tới đánh giá phẩm chất và năng lực học sinh, khắc phục tình trạng ghi nhớ một cách máy móc.

### Bồi dưỡng và tập huấn cho đội ngũ giáo viên
– Nguyễn Hữu Độ, Thứ trưởng Bộ Giáo dục và Đào tạo nước Cộng hòa xã hội chủ nghĩa Việt Nam
Để đáp ứng đòi hỏi của sự phát triển giáo dục và nhu cầu của chương trình giáo dục phổ thông mới, chương trình phát triển các trường sư phạm để nâng cao năng lực đội ngũ giáo viên và cán bộ quản lý cơ sở giáo dục phổ thông (tiếng Anh là Enhancing Teacher Education Program, viết tắt là ETEP) đã ra đời vào năm 2017. Chương trình do Ngân hàng Thế giới tài trợ và được điều hành bởi Bộ Giáo dục và Đào tạo Việt Nam, kéo dài đến năm 2022. Điểm đặc biệt của chương trình này là hỗ trợ bồi dưỡng đội ngũ giáo viên thông qua hình thức trực tuyến. Mục tiêu của chương trình là "phát triển năng lực cho đội ngũ giáo viên và cán bộ quản lý cơ sở giáo dục phổ thông bằng một mạng lưới hỗ trợ tự bồi dưỡng". Đây được đánh giá là "mô hình bồi dưỡng thường xuyên tiên tiến trên nền tảng công nghệ thông tin, lần đầu tiên triển khai tại Việt Nam".
Năm 2019, để chuẩn bị cho chương trình giáo dục phổ thông mới, Bộ Giáo dục và Đào tạo đã ban hành một danh mục gồm 54 module bồi dưỡng thường xuyên cho đối tượng là giáo viên và cán bộ quản lý cơ sở giáo dục phổ thông cho giai đoạn từ năm 2019 - 2021, trong đó, tùy theo giáo viên mỗi cấp hay giáo viên cốt cán sẽ được đào tạo theo 9 module tương ứng. Đối với giáo viên cốt cán, các module 1, 2, 3, 4, 5 và 9 là các module bắt buộc, 3 module còn lại (6, 7, 8) sẽ được đào tạo sau. Riêng giáo viên đại trà các module bắt buộc là 1, 2, 3, 4 và 5. Trong chương trình ETEP, các giáo viên cốt cán sẽ được giảng viên chủ chốt của các trường sư phạm đào tạo theo hình thức trực tuyến. Sau đó, mỗi cán bộ cốt cán sẽ được phân công hỗ trợ cho một số lượng học viên (giáo viên đại trà) nhất định để họ tự bồi dưỡng, từ đó hình thành "cộng đồng học tập" giữa giảng viên sư phạm, giáo viên cốt cán với giáo viên đại trà. Các trường sư phạm tham gia chương trình ETEP bao gồm Đại học Sư phạm Hà Nội, Đại học Sư phạm Hà Nội 2, Đại học Sư phạm (Đại học Đà Nẵng), Đại học Sư phạm (Đại học Thái Nguyên), Đại học Sư phạm (Đại học Huế), Đại học Vinh, Đại học Sư phạm Thành phố Hồ Chí Minh và Học viện Quản lý Giáo dục.

## Tác động

### Một số vấn đề của ngành giáo dục

#### Những kết quả bước đầu
Bên cạnh những lúng túng ban đầu, sau một năm áp dụng chương trình giáo dục phổ thông mới cho khối lớp 1, các nhà trường đã thay đổi cách quản trị theo hướng phát huy tính chủ động của cơ sở và năng lực cá nhân của người dạy. Trong quá trình đó, những người làm nhiệm vụ giảng dạy đã có nhiều phương pháp dạy học phù hợp nhằm đảm bảo phát triển năng lực, phẩm chất cho người học. Theo kết quả tổng kết của Bộ Giáo dục và Đào tạo, có 100% học sinh lớp 1 hoàn thành chương trình giáo dục theo đúng kế hoạch. So sánh với học sinh lớp 1 các khóa trước thì học sinh lớp 1 năm học 2020-2021 có một số năng lực nổi trội hơn. Tỷ lệ học sinh lớp 1 hoàn thành tốt chương trình hai môn tiếng Việt và Toán tăng, tỷ lệ học sinh chưa hoàn thành giảm. Cụ thể, tỉnh Kiên Giang có tỷ lệ học sinh lớp 1 hoàn thành tốt chương trình môn Tiếng Việt và Toán lần lượt tăng 6,53% và 3,86% so với năm học trước; tỷ lệ chưa hoàn thành lần lượt giảm 1,34% và 0,45%. Tỷ lệ học sinh lớp 1 của tỉnh Hải Dương hoàn thành tốt hai môn học này tăng trên 10%. Tại Đắk Lắk, tỷ lệ học sinh hoàn thành tăng lên ở cả nhóm học sinh dân tộc thiểu số. Cũng theo Bộ Giáo dục và Đào tạo, tỉ lệ đọc, viết thông thạo của học sinh khối lớp 1 trong học kỳ I tăng cao. Học sinh lớp 1 đã bắt đầu có sự tự tin, mạnh dạn trong việc nêu quan điểm cá nhân và tương tác tốt với người dạy.

#### Đội ngũ nhà giáo
Theo Ban quản lý chương trình ETEP, từ khi bắt đầu triển khai từ năm 2017 đến đầu năm 2022, chương trình bồi dưỡng, tập huấn cho giáo viên chuẩn bị cho chương trình giáo dục phổ thông mới đã tiến hành bồi dưỡng 6/6 module bắt buộc cho 31.379 giáo viên cốt cán và cán bộ quản lý cơ sở giáo dục phổ thông cốt cán. Chương trình cũng đã bồi dưỡng 4/5 module bắt buộc cho gần 580.197 giáo viên, cán bộ quản lý cơ sở giáo dục phổ thông đại trà. Trong đó, có 387.989 giáo viên đại trà đã hoàn thành tất cả 5 module bắt buộc. Đánh giá về quá trình bồi dưỡng, Trưởng phòng Giáo dục Trung học, Sở Giáo dục và Đào tạo tỉnh Lào Cai Bùi Xuân Tiệp cho rằng: "Chương trình đã mang lại giá trị rất lớn cho việc nâng cao chất lượng cán bộ quản lý, giáo viên cơ sở giáo dục phổ thông, đặc biệt là trong việc thực hiện chương trình giáo dục phổ thông 2018". Theo ông, trình độ của giáo viên sau quá trình đào tạo đã được "nâng cao rõ rệt". Nhưng song song đó, chương trình giáo dục phổ thông mới cũng đứng trước một số trở ngại như sự bất cân xứng trong chất lượng của giáo viên đại trà và cán bộ quản lý, đặc biệt là vùng sâu vùng xa. Ngoài ra, việc thừa thiếu trong đội ngũ nhà giáo, chưa đồng bộ về cơ cấu trong đội ngũ giáo viên cũng là một vấn đề cần phải lưu tâm. Trước thềm năm học 2022 - 2023, ghi nhận việc thiếu hụt trầm trọng đội ngũ giáo viên Tin học, Tiếng Anh, Nghệ thuật ở các cấp trung học cơ sở và trung học phổ thông.
Một trong những nguyên nhân dẫn đến việc thiếu hụt giáo viên phổ thông cho chương trình giáo dục phổ thông mới đến từ việc tinh giản biên chế trong ngành giáo dục. Năm 2015, Bộ Giáo dục và Đào tạo ban hành quyết định số 3075/QĐ-BGDĐT về "Kế hoạch triển khai thực hiện chính sách tinh giản biên chế giai đoạn 2015 - 2021". Từ quá trình tinh giản biên chế này, việc chương trình mới có thêm một số môn học và hoạt động mới đã khiến cho lượng giáo viên sẵn có để dạy các môn học này bị thiếu hụt. Lý giải về hiện tượng này, Thứ trưởng Bộ Giáo dục và Đào tạo Nguyễn Hữu Độ cho biết: "Do tinh giản biên chế, một số địa phương gặp khó khăn trong việc bố trí giáo viên. Riêng lớp 1 là bố trí rất đầy đủ giáo viên để có thể tham gia giảng dạy. Nhưng với lớp 2, lớp 3 ở một số địa phương lại bắt đầu dần dần khó khăn do thiếu giáo viên, đặc biệt là một số môn khó hiện nay ở tiểu học". Vì vậy, đối với một số địa phương, việc bổ sung giáo viên cho chương trình mới trong bối cảnh tinh giản biên chế được cho là một "thách thức không nhỏ".

#### Chương trình lớp 10 mới
Năm học 2022 - 2023, học sinh lớp 3, lớp 7 và lớp 10 bắt đầu học theo chương trình giáo dục phổ thông mới. Đối với khối lớp 10, một số lo ngại đã dấy lên về việc lựa chọn môn học theo định hướng nghề nghiệp của học sinh. Một trong số đó là tạo ra quá nhiều tổ hợp môn dựa trên từng lựa chọn. Theo ước tính, với từng lựa chọn như vậy có thể tạo ra hàng trăm tổ hợp môn khác nhau, vừa khiến phụ huynh và học sinh lúng túng, vừa gây khó cho cơ sở giáo dục và người dạy. Ngoài ra, còn có một số lo ngại thất nghiệp từ đội ngũ giáo viên do chênh lệch giữa các tổ hợp môn lựa chọn, khiến một số tổ hợp môn được chọn nhiều, một số tổ hợp môn được chọn ít, không đủ để lập thành lớp dạy. Theo giáo sư Nguyễn Minh Thuyết, việc này đã được đội ngũ biên soạn chương trình dự báo từ trước. Ông cho rằng: "Để khắc phục khó khăn trước mắt về biên chế giáo viên, cơ quan quản lý nhà nước ở địa phương có thể điều động hoặc ký hợp đồng giảng dạy với giáo viên có đủ điều kiện giảng dạy những môn học này từ các cấp học khác, các trường chuyên nghiệp. Ngành giáo dục cũng có thể cho phép học sinh học những môn này ở các trường chuyên nghiệp trên địa bàn, công nhận kết quả học tập của các em như đối với các môn học ở trường trung học phổ thông. Dĩ nhiên, nếu không nhiều học sinh địa phương có nguyện vọng học các môn này thì không cần áp dụng các giải pháp nói trên".
Bên cạnh những lo ngại về vấn đề xây dựng tổ hợp môn, một vấn đề khác cũng nảy sinh. Đó là việc phụ huynh và học sinh chuẩn bị vào lớp 10 tỏ ra khá mơ hồ về chương trình mới. Nhiều phụ huynh cho rằng đây là lần đầu họ nghe tới chương trình giáo dục phổ thông mới, dù Bộ Giáo dục và Đào tạo đã triển khai chương trình từ năm 2018. Vài người còn cho biết họ "chưa nhận được thông báo chính thức từ giáo viên chủ nhiệm hay từ nhà trường về thay đổi này". Theo ý kiến của một số học sinh, trên một số diễn đàn học tập gần đây, chủ đề được bàn luận nhiều nhất lại là việc chuẩn bị thi vào lớp 10, còn vấn đề thay đổi chương trình học thì không được đề cập tới.
Việc chương trình mới áp dụng cho lứa học sinh lớp 10 năm học 2022 - 2023 đã gây nên nhiều tranh cãi về việc nên hay không nên đưa môn Lịch sử vào chương trình giáo dục tự chọn. Nhiều ý kiến cho rằng nếu loại môn Lịch sử ra khỏi chương trình giáo dục bắt buộc thì sẽ có rất ít học sinh đăng ký học, vì từ trước đến nay việc học sử chủ yếu được thực hiện bằng hình thức học thuộc lòng, với mục đích thi cử. Điều này dẫn đến viễn cảnh nhiều giáo viên dạy môn này có nguy cơ thất nghiệp. Một số ý kiến khác thì cho rằng việc loại môn sử sẽ khiến cho thế hệ học sinh sau này quên đi quá khứ và nguồn cội của mình. Giải thích về vấn đề này, Thứ trưởng Bộ Giáo dục và Đào tạo Nguyễn Hữu Độ khẳng định chương trình môn Lịch sử ở các lớp 6, 7, 8 và 9 đã "cung cấp những kiến thức phổ thông, cơ bản, cốt lõi của toàn bộ lịch sử thế giới, lịch sử Việt Nam từ nguyên thủy đến cổ đại, trung đại, cận đại và hiện đại". Theo đó, ở giai đoạn này, học sinh coi như "đều được học lịch sử dân tộc Việt Nam đầy đủ, toàn diện". Chưa kể, 20% thời lượng dành cho nội dung giáo dục địa phương vẫn có thể sử dụng để giảng dạy lịch sử địa phương. Vì thế, ông cho rằng "môn lịch sử đảm bảo đáp ứng được vai trò giáo dục lịch sử cho học sinh phổ thông". Theo một số nhà giáo, để hấp dẫn giới trẻ chọn môn học này thì những người biên soạn phải có trách nhiệm viết sử đúng và đủ chứ không đơn thuần là đổi mới cách dạy vì thông qua mạng internet, giới trẻ ngày nay đã nhận biết được những điều xảy ra trên đất nước mình không giống với những gì được viết trong sách giáo khoa.
Ngày 11 tháng 7 năm 2022, Thứ trưởng Bộ Giáo dục và Đào tạo Nguyễn Hữu Độ ký ban hành kế hoạch thực hiện môn Lịch sử trong chương trình giáo dục phổ thông 2018 nhằm xây dựng, lựa chọn, điều chỉnh chương trình Lịch sử phần bắt buộc cấp THPT. Sự thay đổi từ môn lựa chọn thành môn có cả phần bắt buộc và lựa chọn là theo yêu cầu của Quốc hội tại nghị quyết kỳ họp thứ 3 Quốc hội Việt Nam khóa XV thông qua ngày 16 tháng 6 năm 2022. Ngày 3 tháng 8 năm 2022, chương trình đã được điều chỉnh, đưa môn Lịch sử trở thành môn học bắt buộc.

#### Vấn đề khách quan

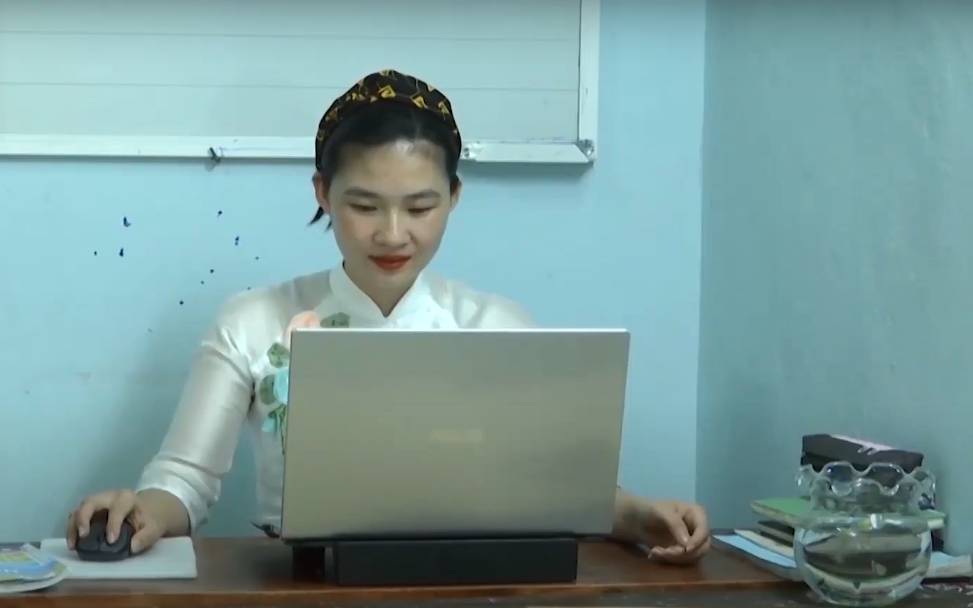
Triển khai chương trình giáo dục phổ thông mới bằng hình thức trực tuyến thông qua mạng Internet

Do sự ảnh hưởng của Đại dịch COVID-19 bùng phát trên toàn cầu và ở Việt Nam, chương trình giáo dục phổ thông mới năm đầu tiên phải đứng trước nhiều thách thức lớn và thay đổi cách tiếp cận giáo dục sang hình thức học trực tuyến. Trước tình hình đó, ngành giáo dục phải triển khai nhiệm vụ kép: vừa chống dịch COVID-19, vừa triển khai chương trình mới. Bên cạnh một số học sinh thích ứng nhanh với hình thức học này, thì nhiều học sinh vẫn còn tỏ ra lúng túng, không bắt nhịp được với chương trình học, đặc biệt là học sinh vùng núi, hải đảo, vùng sâu vùng xa, điều kiện kinh tế khó khăn. Ngoài ra, nhiều gia đình cũng không đủ điều kiện vật chất để mua sắm trang thiết bị học tập cho con cái mình, cũng như khả năng ứng dụng công nghệ thông tin của một số giáo viên vẫn còn nhiều hạn chế. Riêng với khối lớp 1, việc triển khai chương trình mới tỏ ra đặc biệt khó khăn vì trước khi vào lớp 1, học sinh chủ yếu ở nhà giãn cách xã hội nên không nhận biết được mặt chữ cũng như làm quen với các hoạt động học tập và chuẩn bị tâm lí vững vàng trước khi đến lớp. Do tình hình dịch bệnh nên việc tổ chức học tập diễn ra sau ngày khai giảng (5 tháng 9), khiến học sinh không có thời gian làm quen với nề nếp học tập như học sinh lớp 1 những năm trước đó.

#### Vấn đề về danh pháp hóa học
Một số tên gọi của hoá chất trong sách Khoa học tự nhiên bậc trung học cơ sở và Hoá học bậc trung học phổ thông chưa thống nhất. Trong vấn đề về danh pháp hóa học có sách lúc thì ghi "sodium, potassium, iron, aluminium" (Sách Khoa học tự nhiên của các bộ sách), lúc thì ghi "natri, kali, sắt, nhôm" (Sách Lịch sử và Địa lý 7 bộ Chân trời sáng tạo)
Theo Chương trình giáo dục phổ thông 2018, việc sử dụng thuật ngữ hoá học và danh pháp hoá học trong chương trình môn Hoá học tuân theo các nguyên tắc sau:
1. Nguyên tắc khoa học: Khái niệm mà thuật ngữ biểu thị phải được cập nhật phù hợp với sự phát triển của khoa học thế giới; hình thức của thuật ngữ phải bảo đảm tính hệ thống và nhất quán.
2. Nguyên tắc thống nhất: Thuật ngữ phải có cách hiểu thống nhất trong toàn bộ chương trình môn Hoá học và chương trình giáo dục phổ thông nói chung.
3. Nguyên tắc hội nhập: Danh pháp hoá học nên viết theo khuyến nghị của Liên minh Quốc tế về Hóa học cơ bản và Hóa học ứng dụng IUPAC (International Union of Pure and Applied Chemistry) có tham khảo Tiêu chuẩn Việt Nam (TCVN 5529:2010 và 5530:2010 của Tổng cục Tiêu chuẩn Đo lường Chất lượng, Quyết định số 2950- QĐ/BKHCN của Bộ Khoa học và Công nghệ), phù hợp với thực tiễn Việt Nam, từng bước đáp ứng yêu cầu thống nhất và hội nhập.
4. Nguyên tắc thực tế: Sử dụng tên 13 nguyên tố đã quen dùng trong tiếng Việt: vàng, bạc, đồng, chì, sắt, nhôm, kẽm, lưu huỳnh, thiếc, nitrogen, natrium, kalium và thuỷ ngân; đồng thời có chú thích thuật ngữ tiếng Anh để tiện tra cứu. Hợp chất của các nguyên tố này được gọi tên theo khuyến nghị của IUPAC.

3 bộ sách giáo khoa (Cánh diều, Kết nối tri thức với cuộc sống, và Chân trời sáng tạo) của 3 nhóm tác giả không có sự thống nhất nhau trong cách trình bày danh pháp, không tuân theo các nguyên tắc mà chương trình giáo dục phổ thông 2018 đưa ra. Và đặc biệt theo các nguyên tắc trong việc "sử dụng thuật ngữ hoá học và danh pháp hoá học" thì "hợp chất của các nguyên tố này được gọi tên theo khuyến nghị của IUPAC" chứ không phải "bắt buộc sử dụng tên tiếng Anh". Nếu "thuật ngữ hoá học và danh pháp hoá học sử dụng hoàn toàn bằng tiếng Anh" thì có rất nhiều khó khăn cho người học, người dạy và đặc biệt tạo ra sự kệch cỡm, sự lai căng văn phạm trong một văn bản tiếng Việt.
Những học sinh bắt đầu học môn Hóa theo chương trình mới sẽ không có trở ngại do được học từ sớm. Nhưng những học sinh lớp 8, 9 học theo chương trình 2006, năm 2022 lên lớp 10 và một số giáo viên lớn tuổi, đã lâu không dùng tiếng Anh, sẽ chưa quen cách đọc. Việc này trong 1-2 năm sẽ quen và trở lại bình thường.

### Xã hội hóa sách giáo khoa ở Việt Nam

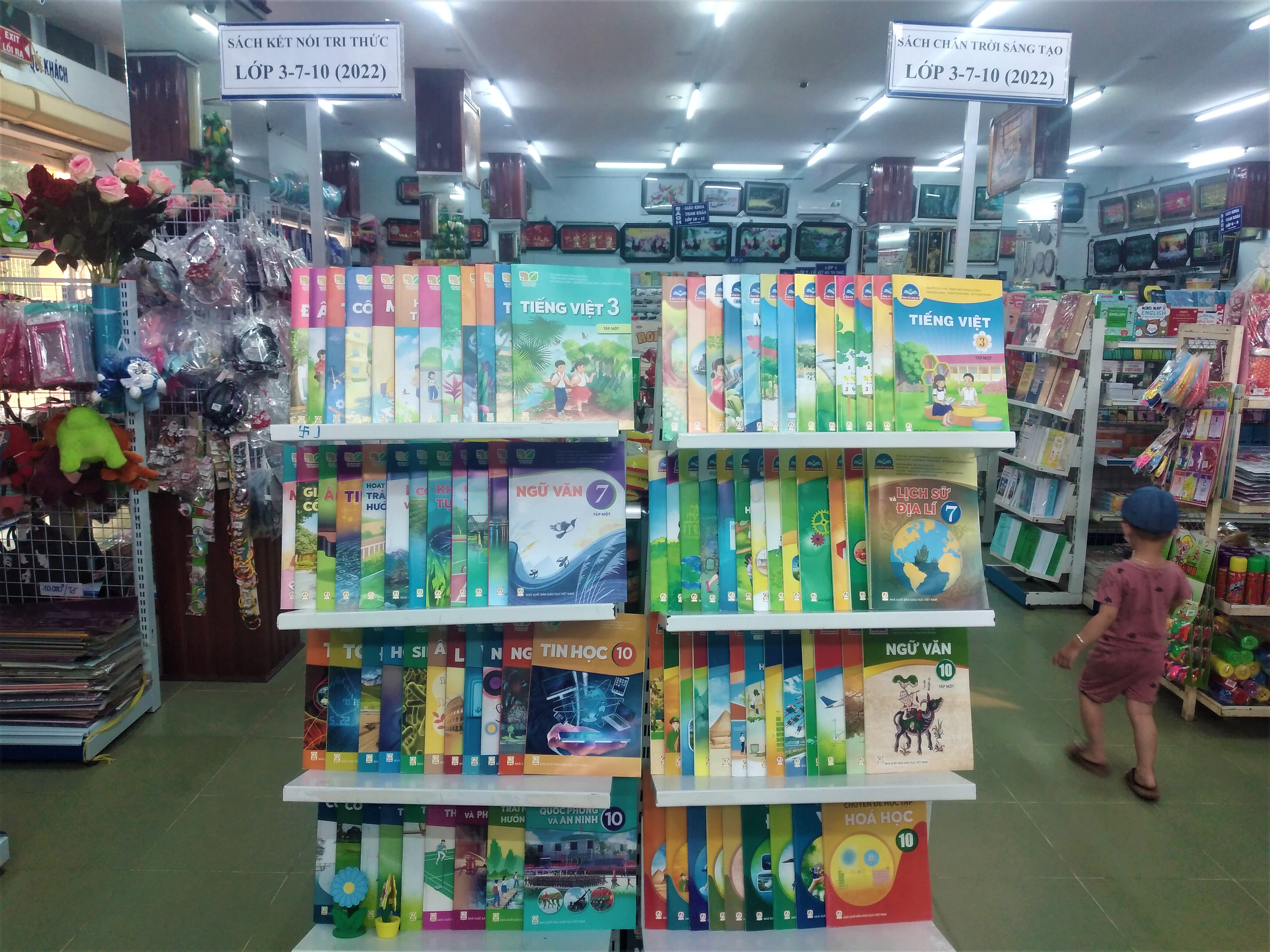
Hai bộ sách giáo khoa "Kết nối tri thức với cuộc sống" và "Chân trời sáng tạo" dành cho chương trình lớp 3, lớp 7 và lớp 10 đồng thời được chào bán trên kệ tại một hiệu sách ở Việt Nam

Chương trình giáo dục phổ thông mới đánh dấu lần đầu tiên sau năm 1975 việc xây dựng chương trình sách giáo khoa tại Việt Nam được tiến hành theo hình thức xã hội hóa, cho phép các tổ chức, cá nhân đều có thể tham gia vào quá trình biên soạn. Các bộ sách giáo khoa Cánh diều, Kết nối tri thức với cuộc sống, Chân trời sáng tạo, Cùng học để phát triển năng lực, Vì sự bình đẳng và dân chủ trong giáo dục do nhiều nhà xuất bản khác nhau biên soạn lần lượt ra đời là minh chứng cho quá trình xã hội hóa sách giáo khoa ở Việt Nam. Có 5 nhà xuất bản ở Việt Nam được cấp phép xuất bản sách giáo khoa theo chương trình giáo dục phổ thông mới, đó là Nhà xuất bản Đại học Sư phạm Hà Nội, Nhà xuất bản Đại học Sư phạm Thành phố Hồ Chí Minh, Nhà xuất bản Đại học Quốc gia Hà Nội, Nhà xuất bản Đại học Huế và Nhà xuất bản Giáo dục.
Việc xã hội hóa sách giáo khoa ở Việt Nam đã tạo điều kiện cho các nhà xuất bản cơ hội cạnh tranh với nhau trên thị trường. Song, với việc 5 bộ sách giáo khoa trên thị trường năm 2019 thì có đến 4 bộ là sách giáo khoa do Nhà xuất bản Giáo dục phát hành, nhiều người đã lo ngại về việc "cạnh tranh không lành mạnh", kéo theo thế độc quyền của Nhà xuất bản Giáo dục trong việc phát hành sách giáo khoa ở Việt Nam. Bên cạnh đó, ngày 26 tháng 8 năm 2020, Bộ Giáo dục và Đào tạo đã ban hành thông tư số 25/2020/TT-BGDĐT về việc "lựa chọn sách giáo khoa trong trường phổ thông". Thông tư này cũng đặt ra nhiều lo ngại nguy cơ độc quyền do việc chọn sách đang được đánh giá là trao toàn quyền quyết định lựa chọn sách khoa cho những hội đồng tuyển chọn sách mà không quan tâm ý kiến của cơ sở. Ngoài ra, việc sai sót trong quá trình biên soạn sách giáo khoa mới cũng là một vấn đề được dư luận cũng như các đại biểu quốc hội quan tâm.
Theo quyết định phê duyệt Danh mục sách giáo khoa lớp 2, lớp 6 sử dụng trong cơ sở giáo dục phổ thông ngày 9 tháng 2 năm 2021, chỉ còn 3 bộ sách: Cánh diều, Kết nối tri thức với cuộc sống và Chân trời sáng tạo.
Theo quyết định phê duyệt Danh mục sách giáo khoa lớp 8, lớp 11 sử dụng trong cơ sở giáo dục phổ thông ngày 28 tháng 12 năm 2022, bộ sách Cùng khám phá (sách Toán 11) được đưa vào chương trình học.
Theo Quyết định số 4434/QĐ-BGDĐT ngày 21 tháng 12 năm 2022 về “Phê duyệt sách giáo khoa lớp 4 sử dụng trong cơ sở giáo dục phổ thông”, bộ sách Kiến tạo công dân toàn cầu (Tin học 4), Robot thông minh (Tin học 4) và Bình Minh (toán 4) của Nhà xuất bản Đại học Vinh đã được đưa vào chương trình học.

## Đánh giá
Theo nhận định của báo chí Việt Nam, chương trình giáo dục phổ thông mới là lần đầu tiên mà một chương trình giáo dục phổ thông được xây dựng một cách tổng thể, toàn diện, đồng bộ tất cả các môn học, hoạt động giáo dục ở các cấp học. Bằng việc xây dựng theo hướng tiếp cận phát triển phẩm chất, năng lực học sinh, chương trình cũng đã khắc phục được những hạn chế của chương trình giáo dục hiện hành năm 2006. Giáo sư Joan DeJaeghere, nghiên cứu viên của dự án "Nghiên cứu cải thiện hệ thống giáo dục Việt Nam" (RISE) nhận định chương trình giáo dục phổ thông mới vừa là "một bước tiến quan trọng của giáo dục Việt Nam", vừa là "nỗ lực rất lớn của Chính phủ nằm trong kế hoạch nâng cao chất lượng nguồn nhân lực Việt Nam trong bối cảnh hội nhập". Giáo sư Võ Tòng Xuân khẳng định: "Đây là một chương trình giáo dục phổ thông được đổi mới gần như toàn diện và cơ bản. Chương trình có thể đáp ứng mong ước của xã hội về một chương trình giáo dục căn bản, hiện đại cho mọi người Việt Nam, làm bệ phóng vững chắc cho sự phát triển tiếp theo trong quá trình hội nhập thế giới. Có chương trình mới này, Nhà nước sẽ cùng xã hội đầu tư đến nơi đến chốn cho giáo dục phổ thông - nền tảng của giáo dục Việt Nam, để xây dựng mới một thế hệ con người Việt Nam biết kế thừa và phát huy những tinh hoa của dân tộc, Tổ quốc".
Một nghiên cứu của nhóm ba tác giả Đào Thùy Li, Ngô Thanh Hà và Nguyễn Thị Lan Anh đã đưa ra những góc nhìn đánh giá khác về chương trình giáo dục phổ thông mới. Nghiên cứu cho rằng chương trình giáo dục phổ thông mới được xây dựng và định hình trên hai "logic nền tảng". Hai logic này, một nửa "thể hiện mục tiêu phát triển cá nhân và phát triển xã hội mang tính phổ quát của mọi hệ thống giáo dục", nửa còn lại "đòi hỏi một tầm nhìn khá phức tạp về mối quan hệ giữa cá nhân và xã hội ... bởi những giới hạn của một triết lí giáo dục mang tính công cụ ẩn dưới mục đích và mục tiêu giáo dục đề ra". Theo nhóm tác giả, giáo dục dựa vào năng lực tuy đang là xu thế của thế kỉ 21, nhưng thế hệ trẻ ngày nay cần "những năng lực biến đổi" để có thể làm chủ được tri thức, từ đó đóng góp cho công cuộc đổi mới. Trong khi đó, giáo dục phẩm chất mặc dù tạo ra những con người với giá trị, nhân cách tốt, nhưng lại không có khả năng giúp người học "phát triển tư duy độc lập để có thể vững vàng trong các mối quan hệ xã hội đầy thách thức và mâu thuẫn về mặt đạo đức". Từ những nghiên cứu trên, nhóm tác giả thừa nhận chương trình mới đang "đặt lên vai các cơ sở giáo dục, các thầy cô thực hiện chương trình và trên hết chính các bạn học sinh đang bị đặt trọng trách và kì vọng quá lớn". Trên cơ sở đó, nhóm tác giả đề xuất những nhà giáo dục Việt Nam một mặt, nên có những chính sách đào tạo, bồi dưỡng hợp lý để giúp đội ngũ giáo viên nâng cao tư duy phê phán, tăng cường hợp tác với người học, từ đó trở thành một người hướng dẫn thực thụ thay vì "điều khiển hoạt động của học sinh theo một khuôn mẫu đã ấn định sẵn". Mặt khác, khuyến khích học tập chủ động giữa người dạy và người học để thông qua đó, hai chủ thể này có thể cùng nhau kiến tạo chương trình học.